# IC 4206
IC 4206 ist ein im Sternbild Jagdhunde am Nordsternhimmel gelegener Stern, den der Astronom Max Wolf am 21. März 1903 fälschlich als IC-Objekt  beschrieb.